# Філонівка (Полтавська область)
Філонівка — село, Петро-Давидівська сільська рада, Диканський район, Полтавська область, Україна.
Село ліквідоване в 1979—1987 роках.

## Географія
Село Філонівка розташоване за 1 км від села Петро-Давидівка.